# Resztówka (Kretki Małe)
Resztówka – część wsi Kretki Małe w Polsce położona w województwie kujawsko-pomorskim, w powiecie brodnickim, w gminie Osiek.
W latach 1975–1998 Resztówka administracyjnie należała do województwa toruńskiego.